# Charles-Edmond Tocanne
Charles-Edmond Tocanne, né le 2 juillet 1853 à Verneau, un hameau de Cesson en Seine-et-Marne et mort le 9 janvier 1938 à Versailles, est un militaire français ayant commandé durant la Première Guerre mondiale.

## Biographie
À sa naissance, son père, François-Firmin Tocanne est âgé de 26 ans et sa mère Henriette Bouvard, 22 ans. Son père est conseiller municipal de Cesson de 1878 à 1904.
Il suit sa scolarité à l'école de Vert-Saint-Denis-Cesson, puis en 1865 il part étudier au collège de Melun.
Puis il effectue des études supérieures à l’École des Beaux-Arts de Paris entre 1871 et 1873.
À 20 ans, le 23 août 1873, il contracte un engagement volontaire à la mairie de Melun en Seine-et-Marne.
En 1877, il entre dans École d'infanterie de Saint-Maixent et y obtient le certificat d'aptitude au grade de sous-lieutenant.
En 1878, il obtient la 2e citation au bulletin officiel à sa sortie de l'école de tir dans le camp du Ruchard.
En 1881, il obtient une lettre de félicitations avec prix pour des travaux topographiques exécutés à la brigade du génie. 
Détaché à l'état-major général du ministre (au service géographique), il participe à des campagnes topographiques en Tunisie entre 1882 et 1887, puis en Algérie entre 1888 et 1889. Il obtient une lettre de félicitations particulière avec prix pour ces travaux exécutés entre 1882 et 1883.
Il obtient le brevet d'état-major (mention très bien) de l'École supérieure de guerre (il termine 3e de la promotion 1890 ; la même promotion qu'Alfred Dreyfus, qui lui termine 9e)
En 1894, il se marie à Versailles avec Mare-Lucie Lefaivre, nièce d'Albert Lefaivre, et ils auront trois enfants : Andrée, René et Maurice.
Il devient général de brigade à Antibes (Provence) où il prend le commandement de la 57e brigade d'infanterie,.
Ainsi à la tête des 111e et 112e régiment d'infanterie, sa brigade est engagée dans la Première Guerre mondiale avec la 29e division d'infanterie du 15e corps d'armée de la 2e armée, puis dans la 3e armée.
Cette brigade participe à la bataille de la trouée de Revigny, aux combats de Vassincourt,, et à la victoire lors de la bataille de la Marne le 12 septembre 1914.
Il quitte le champ de bataille près de Verdun le 23 décembre 1914 pour raison de santé : décollement de la rétine.

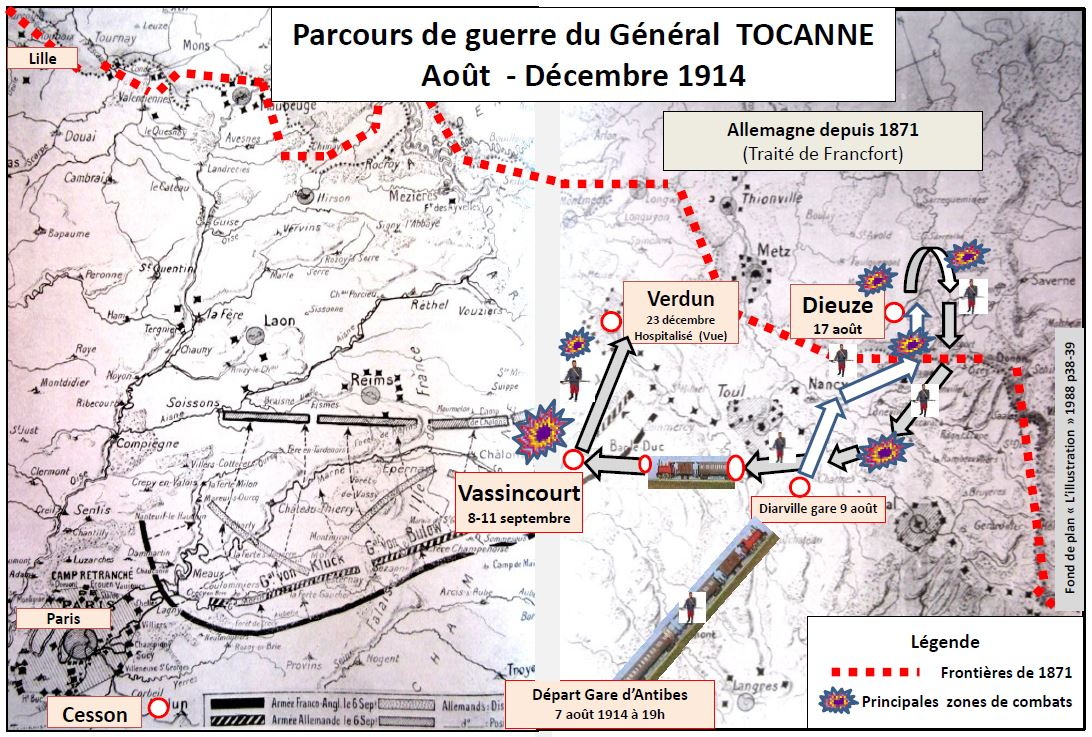
Parcours du Général Tocanne Aout-Décembre 1914

## Carrière

### Affectations
- 17e régiment d’infanterie entre 1873 et 1877
- 125e régiment d’infanterie entre 1877 et 1883
- 119e régiment d’infanterie entre 1883 et 1888
- 130e régiment d’infanterie entre 1888 et 1892 - Détaché au service géographique (du 23 avril 1888 au 1er janvier 1890)
- 151e régiment d’infanterie entre 1892 et 1893 - Stagiaire à l'état-major de l'Armée
- 95e régiment d’infanterie entre 1893 et 1895 - Stagiaire à l'état-major de l'Armée
- 89e régiment d’infanterie entre 1896 et 1897
- 44e régiment d’infanterie entre 1897 et 1900 - état-major de l'Armée (service géographique)
- 110e régiment d’infanterie entre 1900 et 1904
- 127e régiment d’infanterie entre 1904 et 1909
- 90e régiment d’infanterie entre 1909 et 1912
- 57e brigade d'infanterie en 1912

### Grades
- Soldat de 2e classe (26 août 1873)
- Caporal-fourrier (16 mars 1874)
- Sergent-fourrier (3 octobre 1874)
- Sergent (16 novembre 1874)
- Sergent-major (4 avril 1875)
- Adjudant (16 février 1876)
- Sous-lieutenant (18 décembre 1877)
- Lieutenant (8 juillet 1883)
- Capitaine (23 avril 1888)
- Capitaine-adjudant-major (29 décembre 1892)
- Chef de bataillon (10 juillet 1897)
- Lieutenant-colonel (8 juillet 1904)
- Colonel (1909)
- Général de brigade (1912)

### Décorations
- Légion d'honneur[9]
  - Chevalier le 30 décembre 1892
  - Officier le 30 mai 1906
  - Commandeur le 14 janvier 1915
- Croix de guerre 1914-1918
- Commandeur de l'Ordre de Saint-Stanislas de Russie
- Officier du Nichan Iftikhar (20 novembre 1882)
- Officier d'Académie (26 juillet 1884)
- Médaille coloniale agrafe Tunisie (25 juillet 1893)

## Hommages

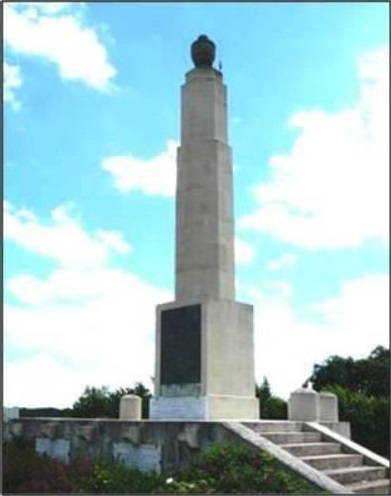
Monument à la gloire des combattants de Vassincourt 6 au 11 septembre 1914

Décédé le 9 janvier 1938, un hommage lui a été rendu à Cesson, sa ville natale, en 2014 lors des commémorations de l'armistice de la Première Guerre mondiale.

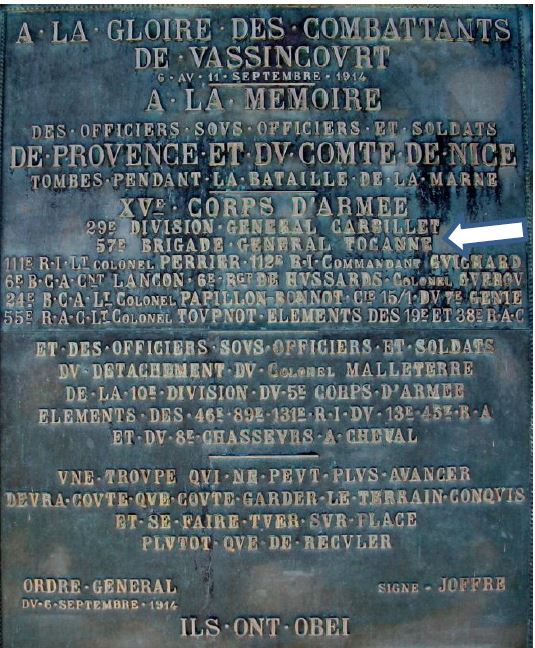
Plaque du monument à la gloire des combattants de Vassincourt

Une exposition lui a été consacrée, également à Cesson, du 6 septembre au 1er octobre 2016 avec une conférence sur la réhabilitation du 15e corps d'Armée (qui a eu lieu en 1921).
Un monument à la gloire des combattants de Vassincourt a été inauguré le 6 août 1939.